# Règlement (UE) no 1286/2014
Le règlement (UE) n° 1286/2014 (règlement PRIIPs) sur les « documents d’informations clés pour l'investisseur » (DICI ou KID pour « key information documents ») relatifs aux « produits d’investissement packagés de détail et fondés sur l’assurance » (ou PRIIPs pour « packaged retail and insurance-based investment products ») prévoit la mise en place d’un document d’informations clés (le DICI, document simple décrivant, à l’investisseur de détails, les éléments clés dans un langage claire et compréhensible) pour les fonds d’investissement mais également pour les autres produits d’investissement dits packagés commercialisés par les banques ou les compagnies d’assurance,. Entré en vigueur le 29 décembre 2014, le règlement PRIIPs devait initialement prendre effet le 13 décembre 2016, avant d'être reporté à 2018
La réglementation PRIIPs s'applique depuis le 1er janvier 2018. Elle est entrée en vigueur après la publication d'une seconde version amendée des "normes techniques réglementaires" ou (RTS en anglais) en février 2017. Les OPCVM et autres fonds produisant déjà des DICI profitent d'une clause de grand père jusqu'au 1er janvier 2020.
Ce règlement impose notamment la publicité d’un indicateur de risque appelé Summary Risk Indicator (SRI) dont la méthode de calcul est fournie.